# Чандрапур
Чандрапур, Чанда (англ. Chandrapur, маратхи चंद्रपुर) — город в индийском штате Махараштра. Административный центр округа Чандрапур.

## География и климат
Расположен к юго-востоку от Нагпура. Средняя высота города над уровнем моря — 188 метров. Протяжённость Чандрапура с севера на юг составляет 10,6 км; с запада на восток — 7,6 км.
Климат города характеризуется как жаркий и засушливый. Самый жаркий месяц года — май, средний максимум которого составляет 43 °C. Самый холодный месяц — декабрь, со средним минимумом 13,2 °C. Самая высокая когда-либо зафиксированная температура была отмечена 2 июня 2007 года и составляет 49 °C. Рекордно низкая температура отмечалась 10 января 1899 года и составила 2,8 °C. Годовая норма осадков составляет около 1250 мм. Сезон дождей продолжается с июня по сентябрь.

## Население
Население города по данным переписи 2011 года составляет 321 036 человек.
По данным всеиндийской переписи 2001 года, в городе проживало 297 612 человек, из которых мужчины составляли 50 %, женщины — соответственно 50 %. Уровень грамотности взрослого населения составлял 73 % (при общеиндийском показателе 59,5 %). 12 % населения было в возрасте младше 6 лет.

## Экономика
Чандрапур — крупный промышленный центр региона. Экономика города и его окрестностей основана на добыче угля и известняка, производстве цемента, целлюлозно-бумажной промышленности, производстве ферромарганца и некоторых других отраслях. Кроме того, в 6 км от города расположена крупная тепловая электростанция.

## Транспорт
Чандрапур расположен на основной железнодорожной ветке, соединяющей Дели с Хайдарабадом и Ченнаи. Ближайший аэропорт, принимающий регулярные рейсы, расположен в Нагпуре. Имеется автобусное сообщение с крупными городами региона.